# VCC・クラーク駅
VCC・クラーク駅（英: VCC–Clark Station）は、カナダのブリティッシュコロンビア州バンクーバー市にある、スカイトレイン（ミレニアム・ライン）の駅である。
2006年1月6日に開業した。
ミレニアム・ラインの終点である。

## 駅周辺
施設
- バンクーバー・コミュニティ・カレッジ

バス路線
| ホーム | 路線                    |
| ------ | ----------------------- |
| 1      | 84系統・UBC行           |
| バス停 | 路線                    |
| 59767  | 降車専用 ハンディダート |

## 隣の駅
■ミレニアムライン
VCC・クラーク駅 - コマーシャル・ブロードウェイ駅

## 外外部リンク
ウィキメディア・コモンズには、VCC・クラーク駅に関するカテゴリがあります。